# Dobra-Sokule
Dobra-Sokule – dawna wieś, od 1959 w granicach miasta Żyrardów, w województwie mazowieckim, w powiecie żyrardowskim. Leży na północny zachód od centrum Żyrardowa.
W latach 1867–1939 majątek w gminie Żyrardów, a 1940–1954 w gminie Żyrardów-Wiskitki w powiecie błońskim. 20 października 1933 weszła w skład gromady Sokule w granicach gminy Żyrardów. Od 1948 w powiecie grodziskomazowieckim.
W związku z reorganizacją administracji wiejskiej jesienią 1954 Dobra-Sokule weszły w skład gromady Wiskitki.
1 stycznia 1959 Dobra-Sokule włączono do Żyrardowa.